# ويلسون براغا
ويلسون براغا هو سياسي برازيلي، ولد في 18 يوليو 1931 في Conceição, Paraíba ‏ في البرازيل، وتوفي في 17 مايو 2020 في جواو بيسوا في البرازيل بسبب مرض فيروس كورونا 2019. نشط حزبياً في الحزب الاشتراكي البرازيلي. وقد انتخب عضو مجلس النواب البرازيلي ‏.